# رومن سالین
رومن سالین (انگلیسی: Romain Salin؛ زادهٔ ۲۹ ژوئیهٔ ۱۹۸۴) بازیکن فوتبال اهل فرانسه است که به عنوان دروازه‌بان در تیم‌های رن و گنگام بازی کرده است.
از باشگاه‌هایی که در آن بازی کرده‌است می‌توان به باشگاه فوتبال ناوال، باشگاه فوتبال ریو آوه، باشگاه فوتبال لوریان، و باشگاه ورزشی ماریتیمو اشاره کرد.